# Friaize
Friaize település Franciaországban, Eure-et-Loir megyében. Lakosainak száma 261 fő (2022. január 1.). Friaize Le Thieulin községgel határos.

## Népesség
A település népességének változása:
| Lakosok száma | 221  | 194  | 193  | 193  | 235  | 238  | 244  | 253  | 255  | 261  |
|               | 1968 | 1982 | 1990 | 2006 | 2013 | 2015 | 2017 | 2019 | 2020 | 2022 |